# 漕涧镇
漕涧镇，是中华人民共和国云南省大理白族自治州云龙县下辖的一个乡镇级行政单位。

## 行政区划
漕涧镇下辖以下地区：
漕涧村、仁德村、仁山村、陆山村、大坪村、新胜村和铁厂村。